# امبر-کیگان استوبز
امبر-کیگان استوبز (انگلیسی: Amber-Keegan Stobbs؛ زادهٔ ۲۱ اکتبر ۱۹۹۲) بازیکن فوتبال اهل انگلستان است که در پست مهاجم برای باشکاه فوتبال زنان نیوکاسل یونایتد، در لیگ ملی زنان فوتبال شمال انگلستان بازی می‌کند.